# Been Caught Buttering
Been Caught Buttering è il secondo album in studio del gruppo musicale death metal Pungent Stench, pubblicato nel 1991 dalla Nuclear Blast.

## Tracce
1. "Shrunken and Mummified Bitch" – 3:50
2. "Happy Re-birth Day" – 3:28
3. "Games of Humiliation" – 5:12
4. "S.M.A.S.H." – 2:36
5. "Brainpan Blues" – 4:07
6. "And Only Hunger Remains" – 5:58
7. "Sputter Supper" – 3:25
8. "Sick Bizarre Defaced Creation" – 4:15
9. "Splatterday Night Fever" – 4:38

## Formazione
- Martin Schirenc - voce, chitarra
- Jacek Perkowski - basso
- Alex Wank - batteria